# Lost in Translation
Vous lisez un « bon article » labellisé en 2016.
Pour plus de détails, voir Fiche technique et Distribution.
Lost in Translation, ou Traduction infidèle au Québec, est un film américano-japonais écrit et réalisé par Sofia Coppola, sorti en 2003. Cette comédie dramatique est le deuxième film de la réalisatrice, qui en a également écrit le scénario en s'inspirant de ses séjours au Japon. Le film a pour thème la rencontre dans un hôtel de Tokyo de deux Américains (interprétés par Bill Murray et Scarlett Johansson) perdus au sein d’une culture qui leur est totalement étrangère, ainsi que dans leurs propres vies, et qui nouent un lien particulier. À travers leurs expériences, le film propose une réflexion sur l’isolement, le mal-être, la culture japonaise et le langage.
Le film, financé de manière indépendante, est tourné au Japon en un peu plus d'un mois. Le scénario laisse beaucoup de liberté aux acteurs pour improviser, notamment à Bill Murray dont le rôle a été spécifiquement écrit par Sofia Coppola. À sa sortie, le film est plébiscité par la critique et obtient un important succès commercial au vu de son modeste budget. Il remporte de nombreux prix dont l’Oscar du meilleur scénario original, le Golden Globe du meilleur film musical ou de comédie, les British Academy Film Awards du meilleur acteur et de la meilleure actrice ainsi que le César du meilleur film étranger.

## Synopsis
Bob Harris, acteur américain prenant de l'âge et à la carrière instable, arrive à Tokyo au Japon, afin d’y tourner une publicité pour un whisky de la marque Suntory, contrat qu'il a accepté en partie pour l'argent et en partie pour fuir son épouse. Incapable de s’adapter au décalage horaire et à la situation présente, il passe le plus clair de son temps dans l'hôtel de luxe où il réside, un gratte-ciel dominant la ville. Pendant ce temps, Charlotte, une jeune femme récemment diplômée de l'université venue à Tokyo afin d’y accompagner John, son mari, un photographe de célébrités, s’ennuie et se sent seule, incertaine à propos de son avenir et de ses sentiments envers l'homme qu'elle a épousé. John se consacre en effet entièrement à son travail, délaissant Charlotte au profit des célébrités qu'il côtoie, comme Kelly, une actrice.
Peu après leur arrivée, Bob et Charlotte, qui souffrent tous deux d'insomnie, se rencontrent dans l'hôtel et commencent à sympathiser. Après plusieurs brèves rencontres, Charlotte invite Bob à une soirée avec des amis japonais et les liens entre eux deux se resserrent, liens amplifiés par le choc des cultures qu'ils ressentent tous deux et l'isolement qu'ils subissent. Ils passent dès lors beaucoup de temps ensemble et se livrent une nuit à une conversation à cœur ouvert à propos de leurs troubles. Cependant, l'avant-dernière nuit avant son départ, Bob couche avec la chanteuse de l'hôtel. Le lendemain, quand Charlotte le découvre, cela crée de la tension entre eux et ils se brouillent. Ils se réconcilient néanmoins pendant la nuit à la faveur d'une alerte incendie.
Le matin suivant, Bob est prêt à repartir pour les États-Unis, et Charlotte et lui, tous deux gênés, se font de brefs adieux à l'hôtel. Alors qu'il est en route pour l'aéroport, Bob aperçoit Charlotte dans la foule. Il la retrouve et la serre dans ses bras en lui murmurant quelque chose à l'oreille. Ils s'embrassent et se font à nouveau leurs adieux.

## Fiche technique
- Titre : Lost in Translation

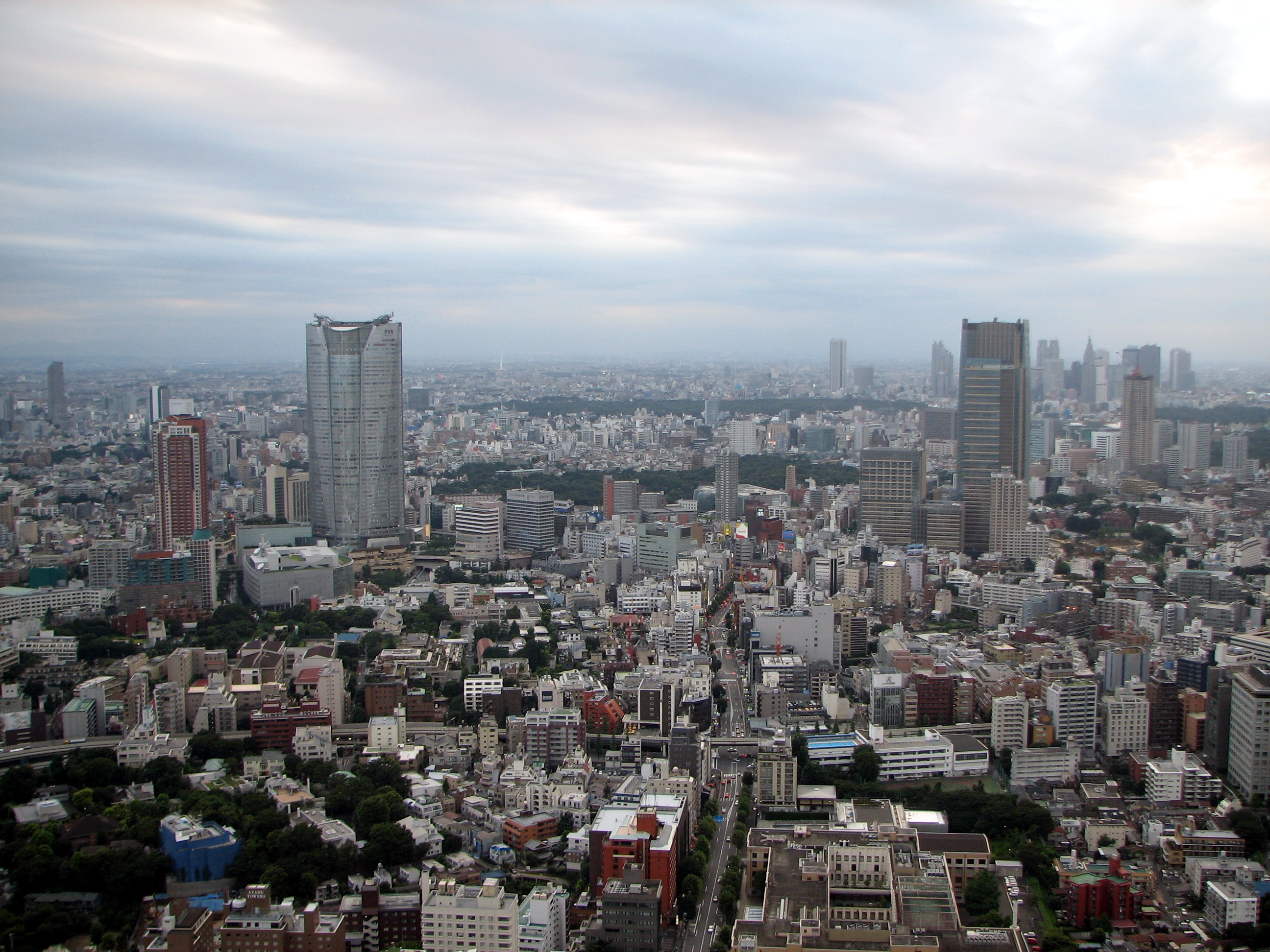
Le film s'ouvre sur plusieurs vues de Tokyo, dont cette vue panoramique de Roppongi depuis la tour de Tokyo, semblable à celle que contemple le personnage de Charlotte depuis sa chambre d'hôtel au Park Hyatt (qui se trouve au fond de l'image).

- Titre québécois : Traduction infidèle
- Réalisation : Sofia Coppola
- Scénario : Sofia Coppola
- Décors : K. K. Barrett et Anne Ross
- Costumes : Nancy Steiner
- Photographie : Lance Acord
- Caméraman : Spike Jonze
- Montage : Sarah Flack
- Musique : Kevin Shields
- Production : Sofia Coppola et Ross Katz
- Sociétés de production : American Zoetrope, Elemental Films
- Sociétés de distribution : Focus Features (Amérique du Nord), Tohokushinsha Film (Japon), Pathé (France)
- Budget : 4 000 000 $US[1]
- Pays d'origine :  États-Unis,  Japon
- Langues originales : anglais, japonais
- Format : Couleurs — 1,85:1 — son Dolby Digital — 35 mm
- Genre : Comédie dramatique
- Durée : 102 minutes
- Dates de sortie :
  - États-Unis : 29 août 2003 (festival du film de Telluride) ; 3 octobre 2003 (sortie nationale)
  - France, Suisse : 7 janvier 2004
  - Belgique : 14 janvier 2004

## Distribution
- Bill Murray (VF : Bernard Métraux) : Bob Harris
- Scarlett Johansson (VF : Gabrièle Valensi) : Charlotte
- Giovanni Ribisi (VF : Rémi Bichet) : John
- Anna Faris (VF : Ingrid Donnadieu) : Kelly
- Nao Asuka : la call-girl
- Akiko Takeshita (VF : Katsuko Nakamura) : Mlle Kawasaki
- François Du Bois : le pianiste
- Catherine Lambert (VF : Mireille Delcroix) : la chanteuse de jazz
- Fumihiro Hayashi (VF : Ken Taro) : Charlie Brown
- Hiromix : elle-même

Sources et légende : Version française (VF) sur Voxofilm

## Production

### Développement du projet

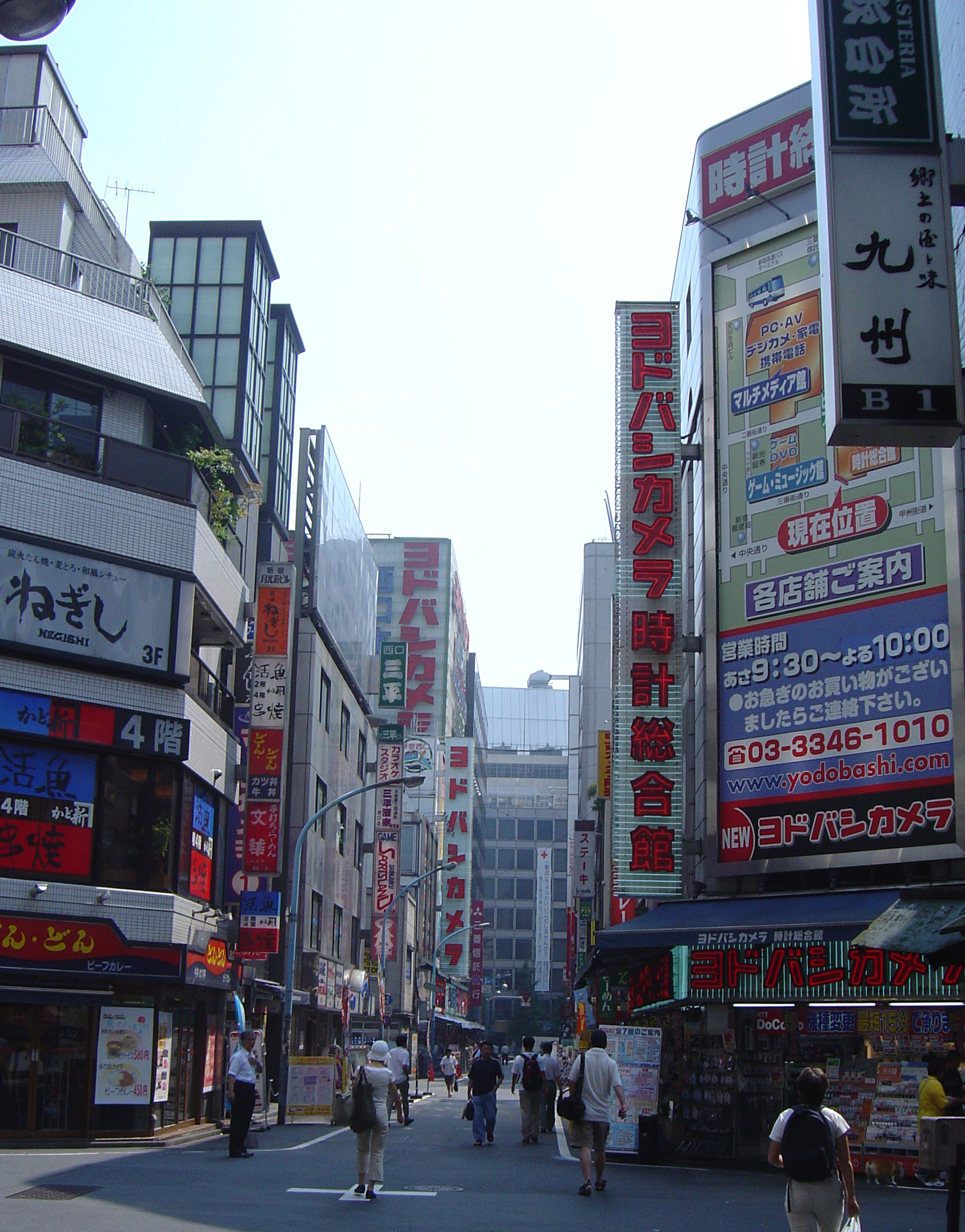
Une rue commerçante à Tokyo.

Sofia Coppola s’est fondée sur son vécu dans les années 1990 pour écrire le scénario du film. Durant cette période, elle fit plusieurs voyages à Tokyo, notamment pour y prendre des photographies et pour la promotion de son premier film et a toujours été attirée par les illuminations au néon des rues de la ville. Elle décrit également l’hôtel Hyatt de Tokyo où la plupart des intérieurs du film ont été tournés, comme l’un de ses endroits favoris dans le monde en raison de son calme, de son design et de sa combinaison de différentes cultures. Après avoir entendu l’interprétation de la chanson God Save the Queen des Sex Pistols par son ami Fumihiro Hayashi (Charlie dans le film) lors d’un karaoké, elle décide qu’elle veut mettre cela dans un film, ainsi que les lumières de la ville et l’hôtel Hyatt. Coppola passe six mois à écrire le scénario du film, couchant sur le papier des impressions et de courtes histoires qu’elle relie ensuite entre elles,. Pendant cette phase d'écriture, elle écoute des compilations réalisées par son ami Brian Reitzell (qui assurera la supervision musicale du film), intitulées « Tokyo Dream Pop », au sein desquelles elle sélectionnera plusieurs morceaux pour la bande originale de Lost in Translation. Pour créer la relation romantique mais non sexuelle entre ses deux personnages principaux, elle s’inspira de la dynamique entre Humphrey Bogart et Lauren Bacall dans Le Grand Sommeil (1946).
De son propre aveu, Sofia Coppola a voulu faire un film romantique sur deux personnages vivant une brève rencontre, la chronologie de l'histoire étant abrégée intentionnellement pour insister sur ce point. Le titre du film est une référence à une définition de la poésie par le poète américain Robert Frost : « Poetry is what gets lost in translation » dont une traduction possible est : « La poésie est ce qui se perd dans une traduction ». Une scène du film illustre le titre quand un interprète traduit de façon très incomplète une conversation entre Bob Harris et le réalisateur de la publicité qu'il doit tourner. Toutefois, au-delà de ce sens premier, les deux personnages principaux du film sont également perdus dans leurs mariages et dans leurs vies en général, et ce sentiment est amplifié par le choc des cultures,.
Désirant avoir un contrôle créatif total, Coppola cherche à financer son film en vendant ses droits de distribution à différentes compagnies suivant les pays. Virgin Suicides ayant été un succès au Japon et Lost in Translation devant être tourné à Tokyo, Tohokushinsa Film acquiert rapidement les droits pour ce pays. Ross Katz, producteur du film, persuada ensuite d’autres sociétés comme Pathé en France d’acheter les droits de distribution nationaux et Focus Features accepta d’investir dans le projet, ce qui permit de boucler le budget de 4 000 000 $US.

### Choix des interprètes

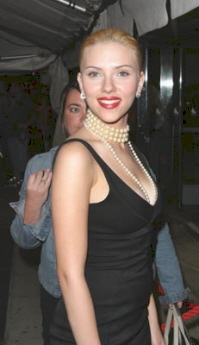
Scarlett Johansson.

Sofia Coppola pense dès le début à Bill Murray pour tenir le premier rôle masculin. L'acteur étant très difficile à joindre, elle lui envoie des lettres et lui laisse des messages téléphoniques pendant cinq mois. Pour le convaincre, elle demande de l'aide à Wes Anderson, qui a dirigé Murray dans deux films, et au scénariste Mitch Glazer, un ami qu'ils ont en commun. Coppola et Murray finissent par se rencontrer dans un restaurant de New York et il donne son accord de principe, sans toutefois signer de contrat. Alors que le tournage est proche de débuter, Coppola est donc dans un état de tension extrême mais Murray finit par arriver à Tokyo une semaine avant le début du tournage.
Pour le premier rôle féminin, Coppola engage Scarlett Johansson, qu'elle a remarquée dans Manny & Lo (1996) et qui lui fait penser à une jeune Lauren Bacall, bien qu'elle soit plus jeune que son personnage. Elle apprécie en effet sa voix rauque, la maturité qu'elle dégage et sa façon de faire passer des sentiments sans en faire trop. Coppola affirma aussi qu’il y a une partie autobiographique dans ce rôle et que l’actrice lui fait penser à elle au même âge. Johansson accepta immédiatement le rôle de Charlotte. Sur le tournage, elle se sent toutefois « très à l'écart » et ressent une certaine solitude qui n'est pas sans rappeler celle du personnage.
Giovanni Ribisi (qui a tenu le rôle du narrateur dans Virgin Suicides) fut choisi pour jouer le mari de Charlotte et fit quelques répétitions avec Johansson avant de s’envoler pour le Japon, répétitions qui seront les seules de la production. Anna Faris est engagée très peu de temps avant le tournage et craint de ne pas trouver le ton du film, mais Coppola affirme que sa prestation, notamment lors de son interprétation en karaoké de Nobody Does It Better, l’a fait « mourir de rire ».

### Tournage

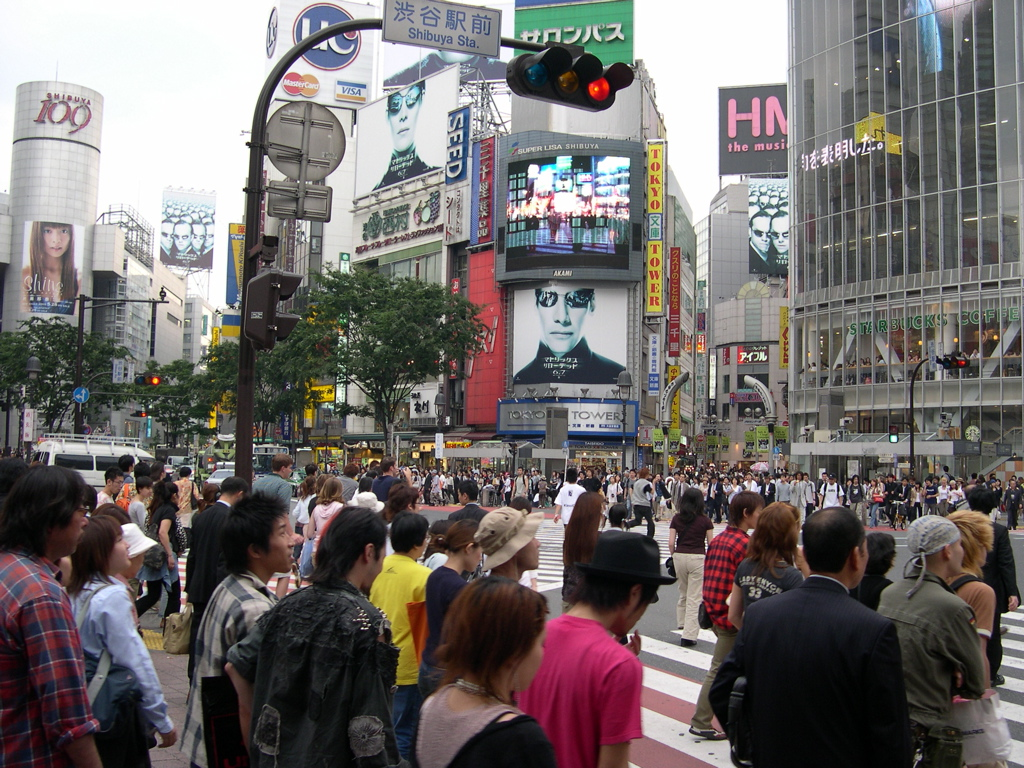
Shibuya Crossing.

Les repérages sont effectués par Sofia Coppola, Ross Katz et Lance Acord, le directeur de la photographie, un ami de Coppola qui connait très bien Tokyo. Coppola fait un album de 40 pages de photographies à l'intention de l'équipe du film afin que tous puissent se faire une idée du visuel souhaité pour le film. Le tournage se déroule du 29 septembre au 8 novembre 2002, principalement à Tokyo à l’hôtel Park Hyatt, dans la Shinjuku Park Tower, et dans le quartier de Daikanyama et également à Kyoto, au sanctuaire Heian et au Ryōan-ji. Il commence par les scènes se déroulant à l’hôpital. L’équipe du film est en grande partie japonaise et Coppola doit passer par son assistant-réalisateur pour donner ses consignes à l’équipe et aux figurants, ce qui fait que le tournage prend du temps. La différence avec un tournage habituel se fait également ressentir lorsque, lors d’une scène dans un restaurant de sushis, le tournage ayant pris dix minutes de retard, le propriétaire du restaurant éteignit toutes les lumières car l’horaire prévu n’avait pas été respecté — ce qui termina la scène dans le noir. Ce genre de petit dépassement horaire est considéré comme banal dans un tournage anglo-saxon, mais comme un manque de respect important au Japon et l’incident entraîna la démission du régisseur général japonais.
Lance Acord cherche à privilégier la lumière naturelle autant que possible et évite les grands mouvements de caméra, favorisant les plans rapprochés. Il tourne la plupart des scènes avec une caméra Aaton 35 mm. Cette caméra portative est utilisée avec des pellicules ayant une haute sensibilité ISO, ce qui permet de tourner dans des lieux publics faiblement éclairés de façon discrète et dans un style intimiste et presque documentaire. Certains plans sont tournés sans son, la caméra filmant juste pour saisir une ambiance. Coppola tourne sans permission dans certains lieux, comme le métro ou Shibuya Crossing, évitant d’attirer l’attention de la police en employant une équipe très réduite et des caméras maniables, fixées sur de petites perches, qui permettent de dépasser la foule. Roman Coppola, le frère de Sofia, dirige une seconde équipe chargée de réaliser des plans de Tokyo indistincts et illuminés par les néons.
Les scènes à l’hôtel impliquant les deux acteurs principaux (qui se rencontrent pour la première fois sur le tournage) sont tournées pour la plupart dans l’ordre chronologique du film. La plupart des scènes à l'hôtel Hyatt sont tournées de nuit, à partir de la deuxième semaine, car la direction de l'hôtel n'autorise l'équipe à tourner qu'à partir de 1h du matin. Coppola laisse à ses acteurs une bonne marge de manœuvre pour modifier les dialogues, et certaines scènes, comme celle du karaoké, sont presque entièrement improvisées. Concernant la scène finale du film, qui n'est que vaguement décrite dans le scénario, Coppola dit à Murray d'embrasser Johansson mais sans en informer l'actrice afin d'avoir plus de spontanéité. Ce qu'il lui murmure à l'oreille, trop bas pour être enregistré, n'est également pas spécifié dans le script, et Coppola a envisagé l'idée de le rendre audible en postsynchronisation avant de décider qu'il valait mieux laisser cela entre eux deux. Le tournage se termine avec les scènes de Johansson à Kyoto. Sarah Flack commence le montage du film à New York pendant le tournage, des bandes vidéo lui étant envoyées régulièrement par courriel, et elle passe ensuite dix semaines avec Coppola pour réaliser le montage.

### Bande originale
La bande originale, supervisée par Brian Reitzell, est un mélange de morceaux dream pop, shoegaze et ambient ; elle sort chez le label Emperor Norton Records le 9 septembre 2003. Elle comprend cinq titres de Kevin Shields, chanteur et guitariste du groupe My Bloody Valentine, enregistrés à Londres, dans un studio de Camden, avec Brian Reitzell. Elle est définie par Heather Phares, de AllMusic, comme une « bande originale impressionniste et romantique qui joue un rôle presque aussi important que ceux de Bill Murray et Scarlett Johansson ».
Lors de la scène du karaoké, Scarlett Johansson chante Brass in Pocket des Pretenders et Bill Murray interprète (What's So Funny 'Bout) Peace, Love and Understanding, popularisée par Elvis Costello. Murray et Sofia Coppola ont ensuite choisi ensemble More Than This de Roxy Music, en raison de leur amour commun pour ce groupe et parce que les paroles correspondaient à l'histoire. Charlie Brown chante God Save The Queen des Sex Pistols, parce que « dans la vie réelle, [il] chantait “God Save The Queen” mais aussi “Angie” : dans le film, il interprète son propre rôle », explique Brian Reitzell.
La chanson finale de l'édition internationale de l’album contient une chanson cachée (après une longue période de silence). C’est tout simplement la prestation de Bill Murray au karaoké sur More Than This. L'édition japonaise contient le morceau 50 Floors Up, de Brian Reitzell et Roger J. Manning Jr, en titre bonus.
En 2024, à l'occasion du Record Store Day / Disquaire Day, la bande originale sort en édition deluxe, exclusivement en vinyle. En plus de contenir les titres de l'album original, un second disque inclut 10 titres jamais sortis auparavant dont des chansons karaoké.

## Accueil

### Box-office
Le film est proposé pour concourir au Festival de Cannes 2003 mais le comité de sélection le refuse, au grand dam de Thierry Frémaux, qui considère cela comme un de ses plus grands revers, renforcé par une édition festivalière très décriée cette année-là. Le film est projeté pour la première fois en public lors du festival du film de Telluride le 29 août 2003. Après une sortie limitée dans 23 salles le 12 septembre, il sort aux États-Unis le 3 octobre dans 864 salles. Bénéficiant d’une excellente publicité de bouche-à-oreille de la part des spectateurs, le film obtint un succès qui surprit les observateurs. Il rapporta 119 723 856 $US au box-office mondial, dont 44 585 453 $US en Amérique du Nord, ce qui en fait un très grand succès commercial vu son budget très modeste.
Il attira dans les salles de cinéma 1 328 922 spectateurs en France, 270 546 en Suisse, 177 184 en Belgique et 87 111 au Québec. Il dépassa les deux millions d’entrées au Royaume-Uni (2 239 895) et le million d’entrées en Allemagne (1 113 252) et en Espagne (1 095 809).
| +           | 44 585 453 $ | Brésil           | 1 351 146 $ | Grèce              | 588 150 $ |
| Royaume-Uni | 17 986 199 $ | Mexique          | 1 182 175 $ | Argentine          | 535 213 $ |
| France      | 8 730 794 $  | Autriche         | 1 034 853 $ | Russie             | 349 128 $ |
| Allemagne   | 7 410 337 $  | Nouvelle-Zélande | 992 222 $   | Hong Kong          | 333 628 $ |
| Espagne     | 6 904 520 $  | Norvège          | 934 999 $   | Chili              | 300 330 $ |
| Australie   | 4 682 460 $  | Finlande         | 920 338 $   | Turquie            | 218 436 $ |
| Italie      | 3 447 429 $  | Pologne          | 917 530 $   | République tchèque | 182 701 $ |
| Pays-Bas    | 1 571 127 $  | Portugal         | 639 563 $   | Colombie           | 177 512 $ |

### Accueil critique
Le film a été quasi-unanimement plébiscité par la critique, recueillant 95 % de critiques positives avec une note moyenne de 8,5/10 et sur la base de 228 critiques collectées sur le site internet Rotten Tomatoes. Il obtient un pointage de 89/100 sur la base de 44 critiques sur Metacritic. En 2008, le magazine Empire l’a classé à la 128e place dans sa liste des 500 meilleurs films de tous les temps.
Roger Ebert du Chicago Sun-Times lui donne 4 étoiles sur 4, évoquant un film « aussi doux et triste que sardonique et amusant » avec « deux magnifiques interprétations » de Bill Murray et Scarlett Johansson. Lisa Schwartzbaum d’Entertainment Weekly lui donne la note « A », affirmant que « le plus étonnant dans ce film enchanteur est la précision, la maturité et l’originalité avec lesquelles Sofia Coppola communique aussi clairement dans son langage cinématographique » et que c’est le meilleur rôle de Bill Murray jusqu’à présent. Pour Mike Clark de USA Today, le film « offre un humour sobre en lieu et place des assauts directs que la plupart des comédies contemporaines nous infligent » et Murray et Johansson « semblent si naturels ensemble que vous devez vous pincer pour penser à leur différence d’âge ». Richard Corliss de Time Magazine met de l’avant la « touche spirituelle des dialogues qui semblent improvisés mais révèlent, de façon détournée, le sentiment de dislocation des personnages ». Peter Travers de Rolling Stone évoque un film « remarquable » au scénario « astucieusement évanescent » où Bill Murray met à jour avec talent « les fêlures émotionnelles » de son personnage tout en étant « hilarant » par moments et où Scarlett Johansson est « saisissante » de « grâce subtile ». Parmi les rares critiques mitigées, Jonathan Rosenbaum du Chicago Reader estime que Sofia Coppola a fait « un excellent travail en tirant le meilleur de ses deux acteurs principaux » et « un assez bon travail en saisissant l’ambiance nocturne de Tokyo et en montrant la sensation d’être un étranger dans ce monde » mais qu’il n’était « pas certain qu’elle n’ait accompli quoi que ce soit d’autre ».
Le film a également reçu des critiques négatives. Dans un article du Guardian, Kiku Day écrivit qu’« il n’y a aucune scène où les Japonais se voient accorder une once de dignité. Le spectateur est contraint de rire de ces gens petits et jaunes et de leurs étranges manières ». Dans un autre article du Guardian, le journaliste David Stubbs décrit les personnages de Lost in Translation comme des « Américains gâtés, pleins d’ennui, riches et absolument antipathiques ».
En France, le film obtient un pointage de 4,45/5 sur la revue de presse d’Allociné. Florence Colombani du Monde souligne « la drôlerie et l’élégance de la mise en scène » et le don qu’a Sofia Coppola de « suggérer un maximum de choses en un minimum de mots ». Emmanuel Burdeau des Cahiers du cinéma évoque « le meilleur cinéma, immobile et attentif, occupé à la tâche sans fin de son autotraduction ». Serge Kaganski des Inrockuptibles estime que c’est « une comédie romantique aussi subtile que mélancolique ». Jean-Pierre Coursodon de Positif évoque « un film très libre, et parfois désopilant, en même temps que secrètement nostalgique ». Pour Martine Landrot de Télérama c’est un film « radieux, retenu et remuant [qui] marque une date dans l’histoire personnelle de celui qui l’a vu » et bénéficiant de l’interprétation de « deux acteurs au jeu translucide et pénétrant ». Didier Peron de Libération met en avant la « légèreté de la forme » et la « profondeur de fond », une « étude en mode mineur d’un certain état de l’individu moderne déchiré entre les souffrances de l’ubiquité et les ravissements de la solitude ultime ».

## Distinctions
Cette section récapitule les principales récompenses et nominations obtenues par le film. Pour une liste plus complète, se référer à l’Internet Movie Database.

### Récompenses
| Année                                              | Cérémonie ou récompense                             | Prix               | Lauréat(es) |
| -------------------------------------------------- | --------------------------------------------------- | ------------------ | ----------- |
| 2004                                               |                                                     |                    |             |
| Oscars du cinéma                                   | Meilleur scénario original                          | Sofia Coppola      |             |
| Golden Globes                                      | Meilleur film musical ou de comédie                 |                    |             |
| Golden Globes                                      | Meilleur acteur dans un film musical ou une comédie | Bill Murray        |             |
| Golden Globes                                      | Meilleur scénario                                   | Sofia Coppola      |             |
| BAFTA Awards                                       | Meilleur acteur                                     | Bill Murray        |             |
| BAFTA Awards                                       | Meilleure actrice                                   | Scarlett Johansson |             |
| BAFTA Awards                                       | Meilleur montage                                    | Sarah Flack        |             |
| Prix du film allemand                              | Meilleur film étranger                              |                    |             |
| Satellite Awards                                   | Meilleur film musical ou de comédie                 |                    |             |
| Satellite Awards                                   | Meilleur acteur dans un film musical ou une comédie | Bill Murray        |             |
| Satellite Awards                                   | Meilleur scénario original                          | Sofia Coppola      |             |
| Writers Guild of America Awards                    | Meilleur scénario original                          | Sofia Coppola      |             |
| Independent Spirit Awards                          | Meilleur film                                       |                    |             |
| Independent Spirit Awards                          | Meilleur acteur                                     | Bill Murray        |             |
| Independent Spirit Awards                          | Meilleur réalisateur                                | Sofia Coppola      |             |
| Independent Spirit Awards                          | Meilleur scénario                                   | Sofia Coppola      |             |
| NSFC Awards                                        | Meilleur acteur                                     | Bill Murray        |             |
| Ruban d'argent                                     | Meilleur film étranger                              |                    |             |
| Prix du Syndicat français de la critique de cinéma | Prix Léon Moussinac                                 |                    |             |
| 2005                                               |                                                     |                    |             |
| César du cinéma                                    | Meilleur film étranger                              |                    |             |
| Prix Sant Jordi du cinéma                          | Meilleur acteur étranger                            | Bill Murray        |             |
| Prix Sant Jordi du cinéma                          | Meilleure actrice étrangère                         | Scarlett Johansson |             |
| Fotogramas de Plata                                | Meilleur film étranger                              |                    |             |

### Nominations
| Année                            | Cérémonie ou récompense                               | Prix                                    | Nommé(es) |
| -------------------------------- | ----------------------------------------------------- | --------------------------------------- | --------- |
| 2004                             |                                                       |                                         |           |
| Oscars du cinéma                 | Meilleur film                                         | Ross Katz et Sofia Coppola, producteurs |           |
| Oscars du cinéma                 | Meilleur acteur                                       | Bill Murray                             |           |
| Oscars du cinéma                 | Meilleur réalisateur                                  | Sofia Coppola                           |           |
| Golden Globes                    | Meilleure actrice dans un film musical ou une comédie | Scarlett Johansson                      |           |
| Golden Globes                    | Meilleur réalisateur                                  | Sofia Coppola                           |           |
| BAFTA Awards                     | Meilleur film                                         |                                         |           |
| BAFTA Awards                     | Meilleur réalisateur                                  | Sofia Coppola                           |           |
| BAFTA Awards                     | Meilleur scénario original                            | Sofia Coppola                           |           |
| BAFTA Awards                     | Meilleure musique                                     | Kevin Shields et Brian Reitzell         |           |
| BAFTA Awards                     | Meilleure photographie                                | Lance Acord                             |           |
| Prix David di Donatello          | Meilleur film étranger                                |                                         |           |
| Screen Actors Guild Award        | Meilleur acteur                                       | Bill Murray                             |           |
| Directors Guild of America Award | Meilleur réalisateur                                  | Sofia Coppola                           |           |
| Satellite Awards                 | Meilleur réalisateur                                  | Sofia Coppola                           |           |
| Satellite Awards                 | Meilleure actrice dans un second rôle                 | Scarlett Johansson                      |           |
| MTV Movie Awards                 | Meilleur acteur                                       | Bill Murray                             |           |
| MTV Movie Awards                 | Meilleure révélation féminine                         | Scarlett Johansson                      |           |
| Australian Film Institute Awards | Meilleur film étranger                                |                                         |           |
| 2005                             |                                                       |                                         |           |
| Union de la critique de cinéma   | Grand Prix                                            |                                         |           |
| Lion tchèque                     | Meilleur film étranger                                |                                         |           |
| Guldbagge Award                  | Meilleur film étranger                                |                                         |           |

## Analyse
Le titre du film se réfère à une scène pendant laquelle un réalisateur japonais donne de longues directives au personnage interprété par Bill Murray, l'essentiel de celles-ci étant « perdues » dans la traduction très incomplète qui en est faite à l'acteur. Cependant, au-delà de cet aspect, les deux personnages principaux du film, Bob et Charlotte, sont perdus dans une culture japonaise qui leur est totalement étrangère et surtout dans leur vie et leurs relations avec leurs conjoints respectifs, une sensation amplifiée par leur désorientation due au décalage des cultures et qui les conduit à nouer rapidement des liens. Emmanuel Burdeau soutient que l'exotisme offre « l'occasion d'une intimité soudée moins par une compréhension que par le partage d'une stupeur » et que la nature ambigüe de la relation entre Bob et Charlotte est finalement « sans importance » en comparaison de la réflexion sur la culture japonaise et le langage. Pour Burdeau, la scène du karaoké a « valeur d’emblème » en « substituant une langue à une autre, un doublage à un autre » et permet à Bob et Charlotte de « se réaccorder au chant de leur étrangeté respective ».
Pour Jean-Pierre Coursodon, Bob et Charlotte sont « liés par leur désarroi affectif » et ont en commun « une défiance du langage fondée sur une conscience de tous ses pièges », comme « le non-dit toujours sous-jacent au discours ». Leur situation de malaise dans ce pays « étrange et étranger » est propice à une rencontre amoureuse, mais Sofia Coppola évite les poncifs de la comédie romantique en rendant son film plus mélancolique et en le dirigeant vers une « méditation intimiste sur l'isolement et le mal-être », la solitude en étant le fil conducteur. La réalisatrice sacrifie néanmoins au traditionnel baiser final, mais celui-ci « n'est ni érotique, ni prometteur d'un avenir », il « traduit simplement la réalité d'une émotion ». L'universitaire Marco Abel classe Lost in Translation dans la catégorie des films qui appartiennent au mouvement « postromantique », dont la caractéristique est d'offrir une perspective négative sur l'amour et le sexe, les personnages rejetant la notion idéalisée de la monogamie durant toute leur vie.
L'écrivain et réalisatrice Anita Schillhorn van Veen interprète le film comme une critique de la modernité, selon laquelle Tokyo est un monde flottant moderne proposant des plaisirs fugaces trop aliénants et immoraux pour favoriser des relations profondes. Maria San Filippo, écrivain et maître de conférences, estime que Tokyo est une métaphore des visions du monde de Bob et Charlotte. L'ambiance paisible de l'hôtel représente le désir de sécurité et de tranquillité de Bob, alors que l'atmosphère dynamique des rues de la ville symbolise la volonté de Charlotte de s'impliquer dans le monde.

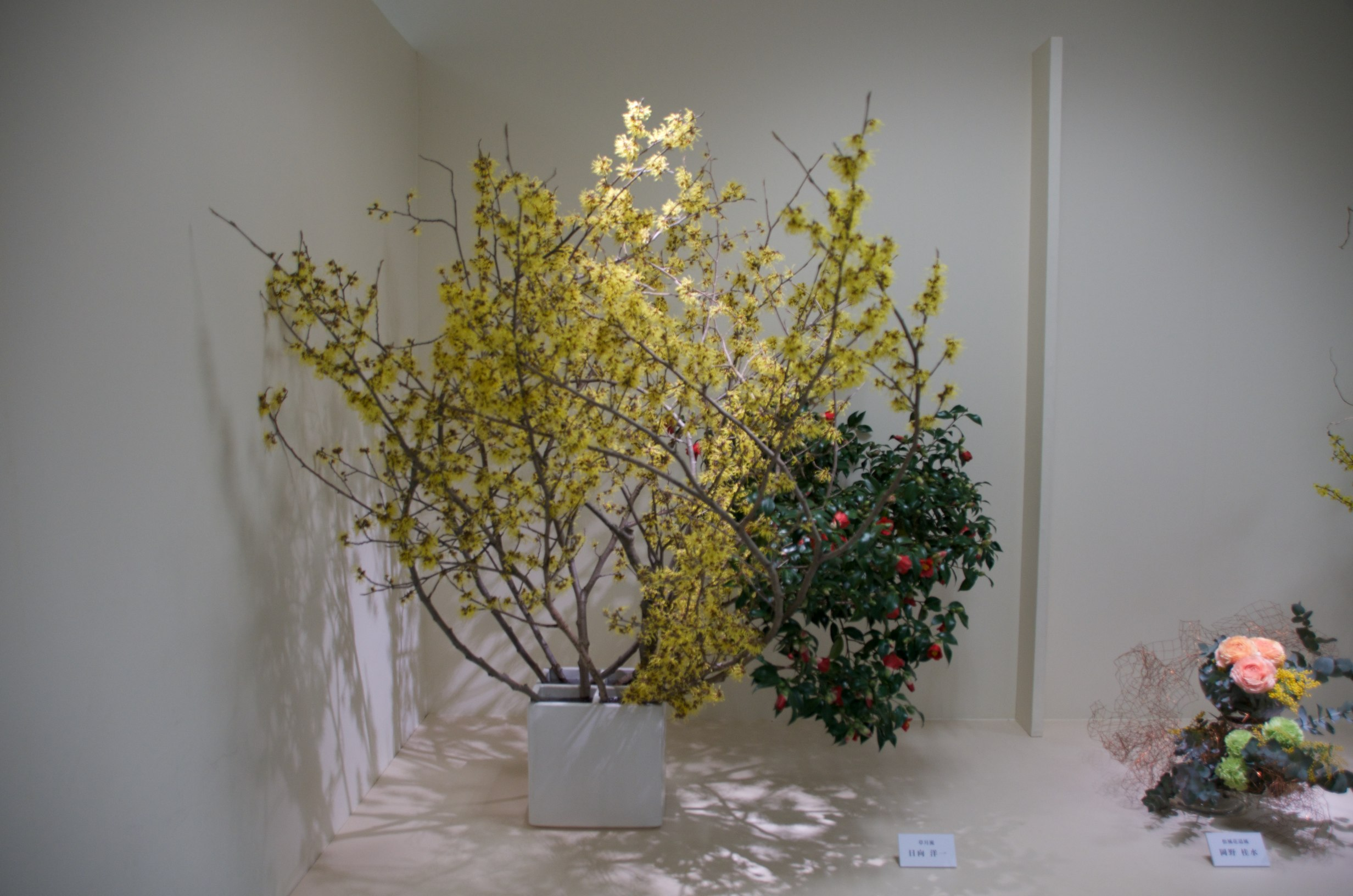
La culture japonaise, représentée entre autres à travers l'ikebana dans une scène, fait partie des thèmes principaux du film.

Toujours selon Maria San Filippo, la façon dont les Japonais sont perçus uniquement du point de vue de touristes américains « pourrait être décevante si elle n'était pas aussi fidèle à la réalité ». Sofia Coppola sait de sa propre expérience « que les Américains connaissent rarement suffisamment bien les Japonais pour découvrir leur profondeur en tant qu'êtres humains ». Pour le professeur Robin Antepara, bien que le film véhicule certains stéréotypes, Charlotte personnifie d'un autre côté le sens de l'observation des Japonais, une qualité souvent négligée. Emmanuel Burdeau insiste sur l'inversion des « attributions ordinaires » des Américains et des Japonais, particulièrement visible dans les scènes du tournage de la publicité et du karaoké, où des Japonais volubiles et surexcités s'opposent à des Américains sur la réserve et où la satire féroce « fonctionne sans préférence dans les deux directions ». Sofia Coppola s'interroge sur la « retenue généreuse » associée au Japon, « appartient-elle à ce pays ou s'invente-t-elle dans le dépaysement ? », et entretient avec ce film sa « fascination ambivalente pour le Japon ».
L’essayiste Robert Hahn suggère que Sofia Coppola utilise le clair-obscur pour renforcer son histoire. Les tons lumineux qui dominent le film symbolisent selon lui l'humour et la romance et contrastent avec les tons plus sombres qui représentent le sentiment sous-jacent de découragement. Il compare ces jeux de lumière à la technique du peintre John Singer Sargent. Le premier plan du film, un plan rapproché de Charlotte allongée en sous-vêtements roses, a été comparé à celui de Brigitte Bardot dans la première scène du Mépris (1963). Toutefois, pour Maria San Filippo, ce plan est utilisé dans Le Mépris dans le but d'une réflexion sur l'objectification sexuelle alors que Sofia Coppola semble rechercher un but uniquement esthétique. Le professeur de cinéma Geoff King note que ce plan est marqué d'un attrait évident par son érotisme potentiel et d'un charme plus subtil par sa qualité artistique. C'est selon lui un exemple du charme du film, caractéristique des films produits par les grands studios, et de ses attraits plus subtils typiques du cinéma indépendant. Dans un autre registre, celui de la citation cinématographique, c'est le film La dolce vita, avec Marcello Mastroianni et Anita Ekberg, que Bob et Charlotte visionnent à la télévision.

## Éditions en vidéo
Sur le marché vidéo, Lost in Translation est distribué en DVD le 3 février 2004 en région 1 et le 7 juillet 2004 en région 2. Il comprend plusieurs bonus, dont le making-of du film, une interview de Sofia Coppola et Bill Murray, et cinq scènes coupées. La version en disque Blu-ray, sur laquelle figurent les mêmes bonus, est sortie le 4 janvier 2011 en région 1 et le 4 janvier 2012 en région 2.